# League of Legends
League of Legends (forkortet LoL) er et gratis Multiplayer Online Battle Arena (MOBA) spil, som er udviklet og publiceret af Riot Games til Microsoft Windows og Mac. Det blev annonceret den 7. oktober 2008, og senere udgivet den 27. oktober 2009. LoL var i closed beta fra 10. april indtil 22. oktober 2009, hvorefter det gik til open beta indtil det blev udgivet.
Det suverænt mest spillede map, Summoner's Rift, er inspireret af det populære map "Defense of the Ancients" fra spillet Warcraft III: The Frozen Throne.
Spillet går ud på at to hold, hvor hvert hold maks. kan have 5 spillere hver, kæmper mod hinanden. Det gælder for holdene om at ødelægge modstanderens Nexus (base). Man kunne kæmpe på tre forskellige baner, Twisted Treeline (3v3) - forkortet TT, Howling Abyss (5v5) - forkortet HA og Summoner's Rift (5v5) - forkortet SR. Twisted Treeline (3v3) er ikke længere tilgængelig. Den enkelte spiller kan lade sig repræsentere af en lang række karakterer, kaldet Champions. I øjeblikket er der mulighed for at vælge imellem 145 champions. Fra November 2019, har spillet haft over 67 millioner spillere pr. måned og 27 millioner pr. dag, hvilket svarer til 7.5 millioner spillere i timen.
League of Legends er gratis at spille, og der er ingen fordele ved at betale rigtige penge for de kosmetiske ting i spillet. Alle ting, der har indflydelse på spillet, kan købes med spilpenge kaldet "Blue Essence" ("BE"). Kosmetiske ting kan kun købes med "Riot points" ("RP"), som kun kan anskaffes ved at betale rigtige penge eller vinde turneringer lavet af brugerne (nogle gange officielt sponsoreret af Riot Games), hvor RP er præmien. Næsten alt i butikken kan købes for RP.

## Game modes
- Tutorial mode er for nye spillere. I tutorial lærer man hvordan man kontrollerer sin karakter og finder ud af hvordan man vinder.
- Custom mode tillader spillerne at skabe kampe hvor man selv kan indstille den. I custom matches kan holdene være ulige (for eksempel, 3v4 eller 2v5) og kan inkludere en blanding af spillere og bots, som er computer-kontrollerede champions.
- Co-op vs. Al mode sætter spillerne ind i en kamp med computerstyrede Champions (bots). Noget lignende Tutorial mode, men sørger også for en måde for nye spillere at lære at spille rigtigt, men det er også brugt af mange erfarne spillere som en måde at teste nye ideer eller en let måde at få First Win of the Day. I en nyere opdatering er der hermed sænket det antal IP samt XP man får ved at spille denne gamemode hvis man er over et vist level.
- Normal mode er hvor spillerne er spiller vs spiller og består af 2 modes
- Blind Pick hvor begge hold kan vælge alle de Champions de har hele tiden. En hurtig måde at starte et spil på men det er op til holdet at diskutere hvem der skal spille hvad. Det fører nogle gange til uenigheder da ikke alle giver sig så nemt.
- Draft Pick er en mode hvor hvert hold vælger fem bans. Disse bans gør det umuligt for fjenden og ens eget hold, at spille de bannede Champions. Spillerne skal derefter vælge deres Champions i et række format hvor der skiftes mellem holdene til at vælge, fra top til bund. Efter alle spillerne har valgt en Champion, så må spillerne bytte med hinanden hvis de ejer den Champion man har, for at skabe strategier når man vælger Champions. Før man starter med ay blive placeret på et hold vælger man 2 roller som man gerne vil spille. Så sørger systemet for at du bliver placeret på en af de 2 roller. Det kræver at man har 20 champions eller over for at spille denne mode fordi man skal have 10 til rådighed. 1 champion for hver spiller i spillet da man ikke kan vælge den samme som en anden og med 10 trukket fra på grund af bans.
- Ranked mode bliver oplåst for spillere i level 30. Ranked bruger kun Draft Pick systemet, og spillere er placeret ind i en League baseret på hvor godt de har spillet og om de har vundet eller tabt. Det kræver også 20 champions men ugens 10 gratis champions er deaktiveret i denne mode.
- ARAM (All Random All Mid) mode vælger en tilfældig Champion til dig som du har mulighed for at spille, og tillader op til to re-rolls hvis spilleren ikke er tilfredsstillet med den Champion de blev givet, og de må også bytte med andre spillere hvis begge spillere ejer den Champion.

## Hvordan man spiller
Spillere mødes normalt i visse "lanes", og stiger i level ved at dræbe det modsatte holds minions som frekvent går op og ned ad lanes, med 30 sekunders mellemrum, man kan også dræbe modstanderens champions som bliver kontrolleret af spillere eller en computer. Spillerne samler et lille antal penge passivt, men man får flere penge for at dræbe minions, tårne der beskytter lanes, neutrale monstre, og det modsatte holds Champions. Med disse penge, kan man købe "items" som styrker ens eller andres champions i forløbet af et spil.
I den klassiske Summoners Rift bane, hvor kampen sluttes ved at ødelægge den sidste bygning "The Nexus" i modstandernes base. Andre baner har variationer af regler som for eksempel Dominion hvor det modsatte holds Nexus vil miste liv over tid hvis ens eget hold har overtaget flest tårne ud af de fem.

## Animationsserie
Mellem 2021 og 2024 blev der lavet en animationsserie ved navn Arcane, som er baseret på League of Legends univereset, og følger historien med Vi og Powder karakterene.

## Baner

### Summoner's Rift
På Summoner's Rift er der to spawn steder i mappet, et i nederste venstre hjørne, og et i øverste højre hjørne. Disse 'spawns' er hver beskyttet af et stærkt "tower" (tårn). Rundt om spawn er der holdets base. Foran spawn er "Nexus", som er det objektiv man skal beskytte for at modstanderne ikke vinder spillet, og foran modstandernes spawn er deres nexus som man selv skal ødelægge for at vinde spillet. Der er 3 "lanes" i banen. Top-, mid- og Bot-lane. Top lane går fra nederst venstre hjørne til øverst venstre hjørne til øverst højre hjørne. Mid lane går fra nederst venstre højrne tvers over banen til øverst højre hjørne. Bot lane går fra nederst venstre hjørne til nederst højre hjørne til øverst højre hjørne. Tættest ved floden, i hvert lane, har hvert hold, på deres halvdel af banen, et tårn kaldet "outer turret", længere inde mod holdets base er "inder turret" yderst i basen er "inhibitor turret" som beskytter lanens "inhibitor", og til sidst inderst i bases står 2 "Nexus turrets" som beskytter holdets Nexus. Fra øverst venstre hjørne til nederst højre hjørne løber en flod tværs gennemkortet, der deler kortet op i to sider; blå side og rød side. I øverste del af river er "Baron Nashor" og i nederste del af river er "The dragon". Disse to jungle monstre er vigtige objektiver som kan hjælpe hvert hold til at vinde spillet.

### Twisted Treeline
Twisted Treeline er en tidligere bane, men på grund af lav spilleraktivitet blev banen  fjernet  19. november 2019.
På Twisted Treeline er der to spawns et til det ene hold på 3 personer og det andet spawn til de 3 personer på det andet hold. der er et tower (tårn) som står ved nexus (basen) og så er der 2 towers (tårne) på hvert af de to lanes. På Twisted Treeline er der en lille jungle.

### Howling Abyss
Howling Abyss har kun en lane. I Howling Abyss har hvert af de to hold 4 turrets, 1 inhibitor og 1 nexus. Derudover er der 4 steder hvor man kan få lidt liv. Når man har forladt basen i Howling Abyss kan man ikke komme tilbage og købe eller regenererer liv før man er død. Howling Abyss er ofte brugt til at spille "All Random, All mid" (ARAM), hvor alle spillere får tildelt en tilfældig champion.

### Crystal Scar/Dominion
Crystal Scar er en tidligere bane, men på grund af lav spilleraktivitet blev banen fjernet 22. februar 2016.
Crystal scar er den eneste bane der kan bruges til dominion (gamemode). i dominion er målet at overtage så mange turrets som muligt. Spillet er baseret på et pointsystem. Hvert hold taber gradvist flere point afhængig af, hvor mange turrets modstanderens hold har overtaget. Jo flere turrets de har overtaget, jo hurtigere taber du point, og jo hurtigere taber du.

## Professionel Gaming
I hele verden bliver der spillet LoL på professionelt plan. Det foregår lidt ligesom i fx fodboldligaer, hvor du spiller imod alle hold et par gange. I Europa og USA hedder den liga de spiller i LCS. I slutningen af hver sæson spilles der playoffs. I sommersæsonen er det for LCS vedkommende de 3 bedste fra playoff der kommer til World Championship.. Der har været 5 World Championships indtil videre. 1 Vinder fra Europa og 4 vindere fra Asien. Alle danskerne undtaget Søren "Bjergsen" Bjerg, Henrik "Froggen" Hansen, Nikolaj "Jensen" Jensen og Dennis "Svenskeren" Johnsen spiller i den europæiske liga, som foregår i Berlin, Tyskland. Der er blevet et større antal af danske talenter som flytter til USA muligvis på baggrund af højere lønninger men også at den amerikanske liga for nogle er mere prestigefyldt. De fleste hold har det man kaldet et "Gaming House", der bor de og træner sammen hver dag. LCS kan ses på twitch.tv/riotgames, Azubu og Youtube helt gratis.
Mange af de professionelle har samtidig med at de skal spille i LCS også en stream, hvor de live viser deres spil så man kan sidde og se dem træne. På den måde tjener de også reklame penge og mange folk "Subscriber" også på deres stream hvilket koster 4,99 Dollars, det giver 2.50 Dollars til dem hver måned (Da Twitch selv får de resterende). De fleste streams foregår på twitch.tv.

## Champions
I League of Legends er der 155 champions, men der kommer nye champions ud 4-5 gange om året. Hver champion er specielt god til en ting; primary, og så er der nogle champions der også har en secondary, hvilket vil sige en ting de også klarer godt, men ikke lige så godt som deres primære "primary" rolle. En champions primære og sekundære roller, kan afgøre hvilken klasse man spiller dem med. Support champions er support, mage, eller tank champions, AD-Carry rollen spilles marksman's, Jungle er som regel fighter, tank eller assassin champions, Mid-lane champions er normalt mages eller assassins, og Top-lane champions er normalt fighters eller tanks, med nogle enkelte mages eller assassins. Det behøver nødvendigvis ikke at være sådan, men det gør de fleste - man kan også gøre noget, som hedder "Breaking the META", hvilket vil sige at gøre noget nyt.

## Skins
Man kan købe skins til champions med RP og tage skinnet på i de baner man spiller. Hvilket gør at ens champion ser anderledes ud ingame (når man spiller). Skins kan også opnås igennem diverse loot-kasser, hvor man kan åbne tilfælldige champions, skins, og andre genstande.